# Яник, Павол
Павол Яник (словац. Pavol Janík; род. 15 октября 1956, Братислава) — словацкий поэт и драматург, президент Союза словацких писателей (2003—2007).
Окончил факультет драматургии Братиславской Академии исполнительских искусств (словац. Vysoká škola múzických umení - VŠMU).
1998—2003 и 2007—2013 г. секретарь Союза словацких писателей, 2003—2007 г. его президент.
Его произведения переведены до 28 языков и опубликованы в 45 странах.

## Труды
Книги стихов:
- Несделанные дела (словац. Nezaručené správy), 1981
- Зеркало в конце лета (словац. Zrkadlo na konci leta), 1984
- До свиданья во множественном числе (словац. Do videnia v množnom čísle), 1985
- Ура, горит! (словац. Hurá, horí!), 1991
- Кто-то вроде бога (словац. Niekto ako boh), 1998
- Сатанинск (словац. Satanovisko), 1999
- Пусть пахнет тобой (словац. Buď vôňa tvoja), 2002
- Починка Титаника

Пьесы:
- Домашний стриптиз (словац. Súkromný striptíz), 1993
- Костюм для выпускного бала (словац. Maturitný oblek), 1994
- Нежная клоунада (словац. Nežná klauniáda), 2004
- Опасные комедии

Научно-популярная литература:
- Генерал Лоренц — Расшифрованный мир  (словац. Generál Lorenc – Dešifrovaný svet), 2000